# Gris de campaña
Gris de campaña es una novela del autor escocés Philip Kerr séptima de una saga protagonizada por el policía / detective privado Bernhard "Bernie" Gunther. Inicialmente se trató de una trilogía conocida como Berlin Noir publicada en los años 1989, 1990 y 1991, pero en 2006 el autor retomó la serie con nuevas novelas.

## Argumento
La Habana 1954. Bernie Gunther, con su nueva identidad de Carlos Hausner, vive en la Cuba del dictador Batista cuando es capturado por la Marina norteamericana y deportado a Alemania para responder por su pasado en las SS.
Una vez en la prisión alemana de Landsberg (en poder de los americanos) Gunther es interrogado por la CIA y deberá rememorar su pasado durante la Segunda Guerra Mundial y su relación con un joven comunista llamado Erich Mielke.
Para sorpresa de Gunther, Mielke es el jefe de los Servicios de Seguridad de la República Democrática Alemana, la Stasi, y la CIA pretende que Gunther les ayude a capturarlo. Para ello los americanos elaboran un complicado plan en el que también estarán involucrados los Servicios Secretos franceses.
Pero Gunther está harto de ser un peón en manos de americanos o franceses y tiene su propia idea de un futuro junto a Elisabeth, un antiguo amor del pasado.